# Calmin
Calmin (aussi prénommé Calminius en latin, ou saint Calmin, ou encore saint Calmine chez des auteurs anciens) est un comte d'Auvergne puis duc d'Aquitaine et le fondateur mythique au VIe ou VIIe siècle des abbayes de Mozac (Puy-de-Dôme), Laguenne près de Tulle (Corrèze) et du Monastier-Saint-Chaffre (Haute-Loire), en France. 
C'est un saint chrétien fêté le 19 août.

## Biographie
Son épouse, sainte Namadie (Namadia en latin), aurait fondé le couvent des moniales de Marsat, qui dépendra par la suite de l'abbaye de Mozac, à 2 km de là.
Leurs reliques sont enfermées dans la châsse en émaux de Limoges, du XIIe siècle, conservée en l'église abbatiale de Mozac. Cette châsse constitue en elle-même une source de la vie de saint Calmin, notamment de ses trois fondations pieuses (abbayes de Mozac, de Laguenne et du Monastier-Saint-Chaffre) et de ses obsèques. C'est en tout cas la vision hagiographique qu'en avaient les moines de Mozac à l'époque romane. Il faut donc considérer cette source iconographique avec beaucoup de prudence, puisqu'elle raconte des épisodes qui se sont déroulés plusieurs siècles avant la réalisation de la châsse.

### Sources hagiographiques

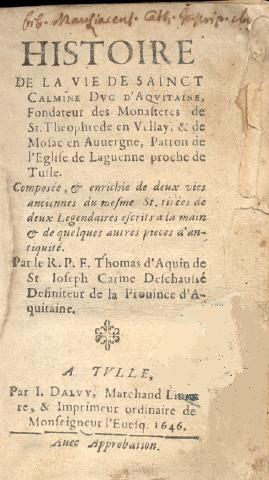
Page de titre de l'ouvrage du R.P. Thomas d'Aquin de Saint-Joseph, publié en 1646, sur la vie de saint Calmin.

On doit la connaissance des épisodes de la vie de saint Calmin au Révérend père Thomas d'Aquin de Saint-Joseph, un auteur hagiographe du XVIIe siècle qui portait le nom de Christophe Pasturel (1603-1649) avant son entrée en religion. Il faut donc également se méfier de cette source de seconde main, peu fiable et publiée très tardivement, en 1646. Thomas d'Aquin de Saint-Joseph affirme avoir basé son travail biographique sur des documents historiques et des tableaux qui ont aujourd'hui disparu. De plus, son ouvrage est une commande religieuse, et penche par conséquent dans le sens de ses prescripteurs. La Vie de saint Calmin tient plus de l'arrangement littéraire que de la vérité historique, afin d'embellir le passé du fondateur de l'abbaye de Mozac. En glorifiant saint Calmin, c'est la renommée du monastère qui est renforcée.

### Ses origines
Calmin est duc d'Aquitaine (Calminius dux Aquitaniæ) et comte d'Auvergne. Il descend d'une famille d'origine romaine qui était venue s'installer à Clermont.
Au VIIe siècle, l'Auvergne est disputée entre Francs et Aquitains. Conquis par les Carolingiens il est intégré un temps au royaume d'Aquitaine. Les comtes d'Auvergne, les Guilhemides vont lentement acquérir leur autonomie. Il faudra attendre véritablement l'an mil, avec la structuration de la féodalité pour parler d'un comté d'Auvergne uni et appartenant à la seule famille comtale qui y possèdent des terres, sans oppression extérieure. Dans les fonctions ducales et comtales à l'époque de Calmin, il ne faut donc pas s'attendre à la réelle direction d'une province. Il s'agit plus de titres honorifiques même s'ils sont accompagnés de possessions. Mais pour Calmin, celles-ci sont difficilement identifiables, hormis ses trois fondations abbatiales.
L'hagiographe Thomas d'Aquin de Saint-Joseph, qui a écrit la vie de Calmin au XVIIe siècle, semble bien avoir exagéré les titres du fondateur de l'abbaye de Mozac. En effet, le duché d'Aquitaine se constitue plus tard, au IXe siècle. De même, le titre de comte d'Auvergne n'apparaît qu'à partir de 980 environ.

### Son parcours de fondateur

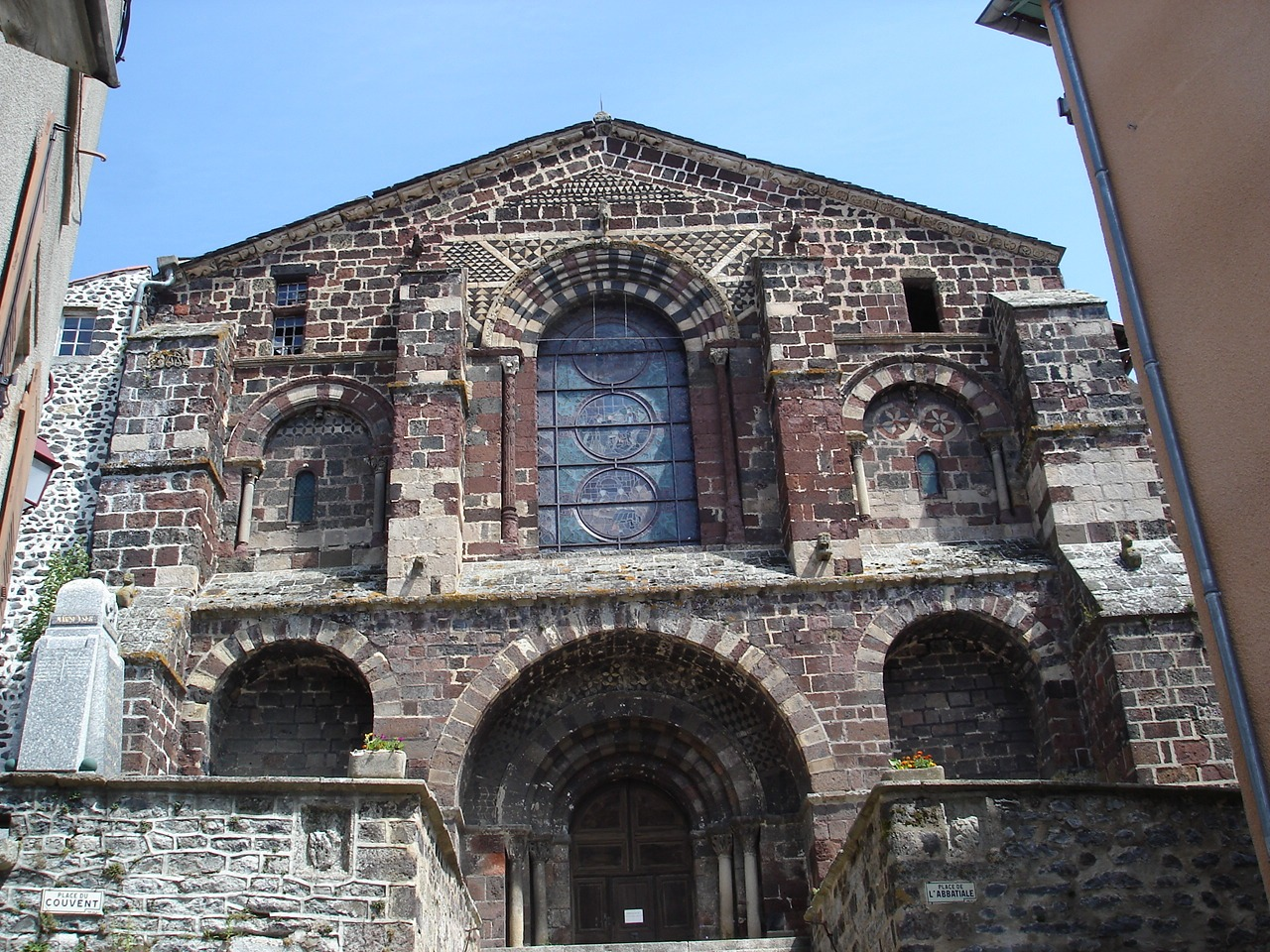
L'église abbatiale de la première fondation de saint Calmin : église Saint-Chaffre, Monastier-sur-Gazeille.

Calmin est au départ un homme de guerre, mais il se résout à vivre dans l'austérité de la vie religieuse. Dès lors, il décide de construire trois monastères. Il commence par se rendre dans les montagnes du Velay au lieu nommé Le Villars, où il fonde un oratoire, Saint-Chaffre du Monastier. Quelques cénobites le rejoignent, et l'endroit devient un véritable monastère qui porte à l'origine le nom de Calminiacum, ou Carmery/Carmeri, signifiant Calmin en auvergnat ou latin vulgaire.
Puis il part pour l'évêché de Limoges, où il entame une existence d'ermite. Lorsqu'il refait surface, il fonde son deuxième monastère près de Tulle. Cet établissement se nomme plus précisément Laguenne. La plus grande partie de son vœu est à présent accomplie. La vox populi le qualifie déjà de « saint ».
Mais il préfère finir ses jours en Auvergne. Bien avant sa mort, il s'installe à Mozac, lieu propice à la méditation puisqu'il est calme et abonde en eau. Il y fonde sa dernière abbaye. Mozac jouit d'emblée de la réputation de son saint patron. De nombreux fidèles l'enrichissent continuellement.

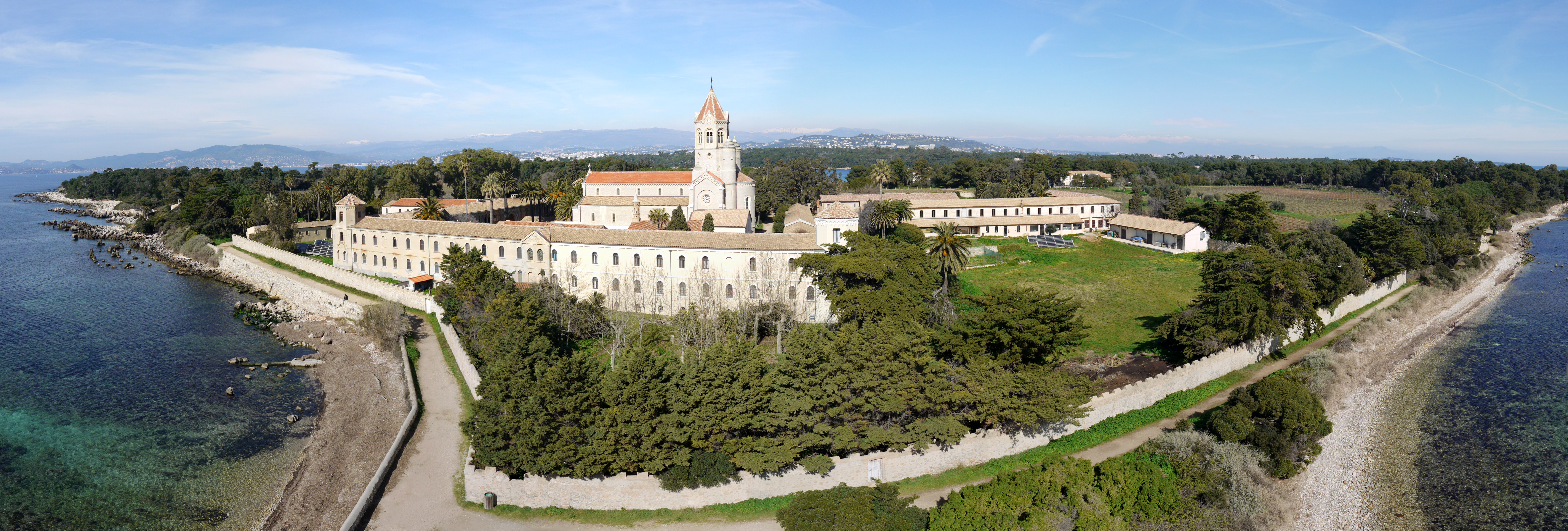
Saint Calmin séjourne plusieurs mois sur l'île Saint-Honorat (abbaye de Lérins).

### Un homme voyageur et généreux
L'abbaye de Mozac profite surtout des dons de son fondateur, qui a beaucoup voyagé.
Avant l'édification de l'abbaye de Mozac, Calmin s'est rendu à Rome pour obtenir la consécration du premier monastère, Carmery en Velay. À son retour, il passe par les îles de Lérins. Admirant la célèbre abbaye de l'île Saint-Honorat, il y reste plusieurs mois. Là, il prend connaissance de la règle de saint Benoît. L'abbé de Lérins l'autorise à prendre une vingtaine de moines pour l'aider à fonder son monastère de Mozac.
Après sa construction, Calmin quitte de nouveau ses compagnons pour aller une dernière fois à Rome. Arrivé en Italie, il rencontre le pape pour lui faire part de son humble désir d'enrichir sa dernière fondation. Le pape lui offre une partie du crâne de saint Pierre (d'où l'appellation abbaye Saint-Pierre de Mozac). Sur le chemin du retour, il fait étape à Agen où il obtient une portion du bras de saint Caprais.

### La fin de sa vie

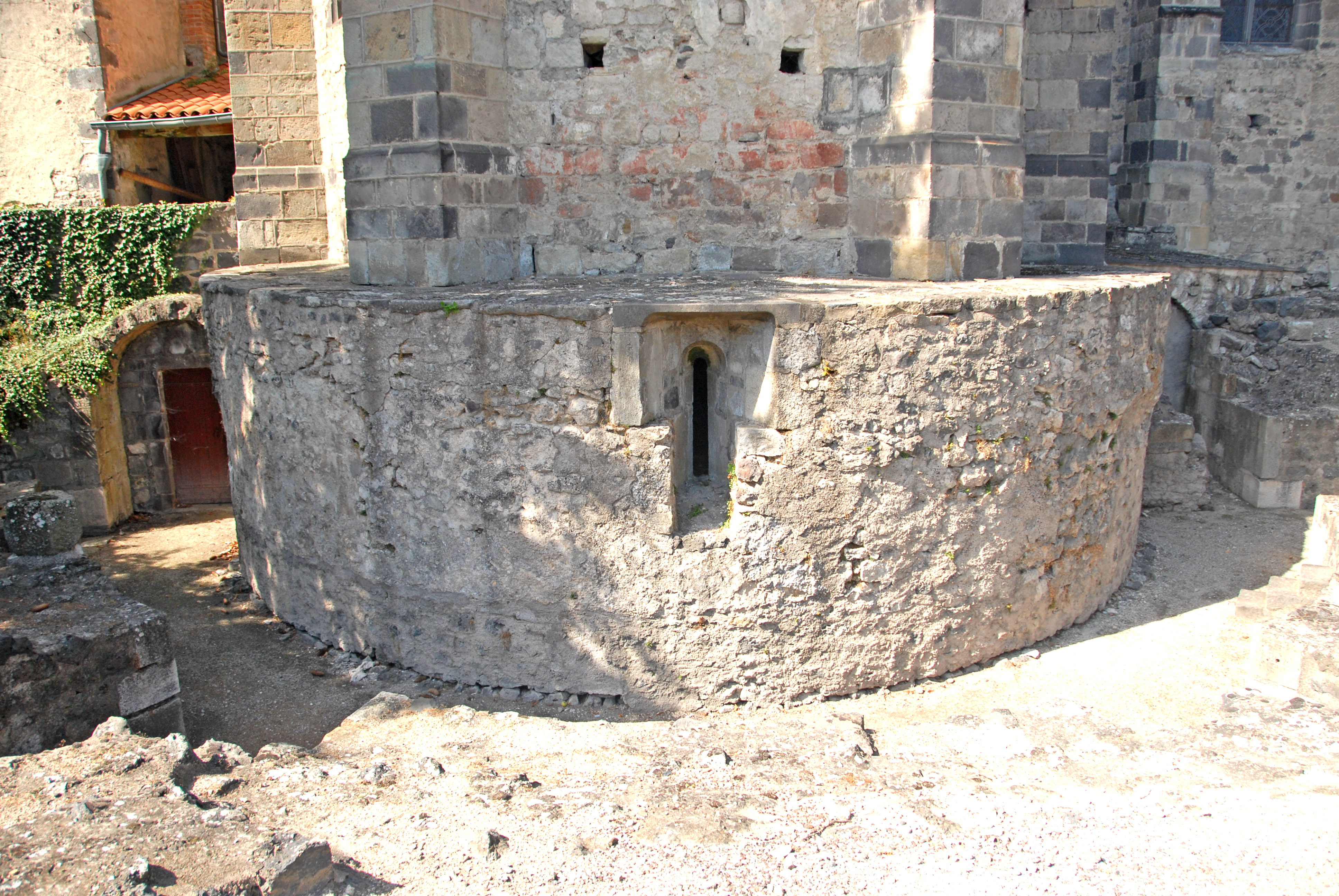
La crypte de l'abbaye de Mozac où Calmin est censé avoir été enterré (ici crypte préromane forcément modifiée depuis le décès de saint Calmin).

Le retour définitif de Calmin à Mozac est célébré en grande pompe, tant les moines sont heureux de voir leur communauté jouir d'une si grande richesse et d'une si grande influence. Peu de temps après, Calmin meurt en « odeur de sainteté ». Il est enterré dans la crypte le lendemain de l'octave de l'Ascension, mais l'année de son décès reste inconnue.

## La chapelle Saint-Calmin à Mozac

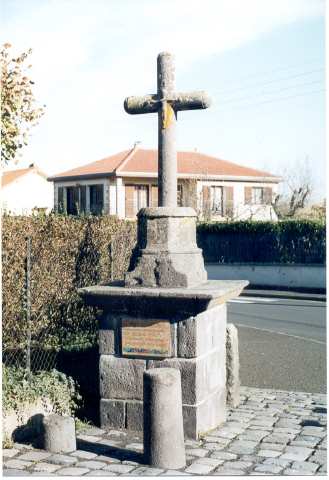
Croix dans le quartier Saint-Calmin à Mozac.

Au Moyen Âge, à Mozac (en limite de la ville de Riom), une chapelle champêtre portait le vocable de Saint-Calmin, en l'honneur du fondateur de l'abbaye Saint-Pierre-et-Saint-Caprais de Mozac toute proche. Cette chapelle a été détruite bien avant la Révolution. On ne connaît ni son importance architecturale ni son emplacement exact.
Elle devait toutefois se situer dans le quartier toujours appelé Saint-Calmin aujourd'hui, à moins de 500 m à l'est de l'abbaye. La voie principale de ce quartier s'appelle, à Mozac comme à Riom, la rue Saint-Calmin.
Le seul vestige indirect de l'église Saint-Calmin est la croix de carrefour du XIVe siècle en pierre de Volvic se tenant donc au croisement, entre les limites de Mozac et de Riom (rues Henri Pourrat et Saint-Calmin). Pour assurer la sécurité routière, la croix a été déplacée sur le côté ouest de la chaussée (à Mozac).

### Présence historique
Au XVIe siècle, la présence d’une vicairie Saint-Carmery (Calmin en occitan), c’est-à-dire un ensemble de terres pour le paiement d’une fondation pieuse, est attestée. Il s’agit sans doute de tenures (terres) affermées (louées) dans le terroir de Mozac (dit Carmery) qui a dû financer initialement cette chapelle et sa desserte par la suite. La vicairie Saint-Carmery ne contient plus que deux tenures en 1689 qui valent seulement 1 setier de blé froment et 2 quartes de froment de cens annuel, pour un total de 9 quartellées de terre. Cette vicairie aux faibles apports est ramenée et « desservie dans l’église de l’abbaye de Mozac » par un vicaire spécifique, Laurent de Laval. Le nom du terroir Carmery subsiste bien après la démolition de la chapelle, mais il n'a plus dès lors la même réalité réalité financière et cultuelle (Sources : Archives départementales du Puy-de-Dôme, 5 H 10).